# William Farrand Prosser

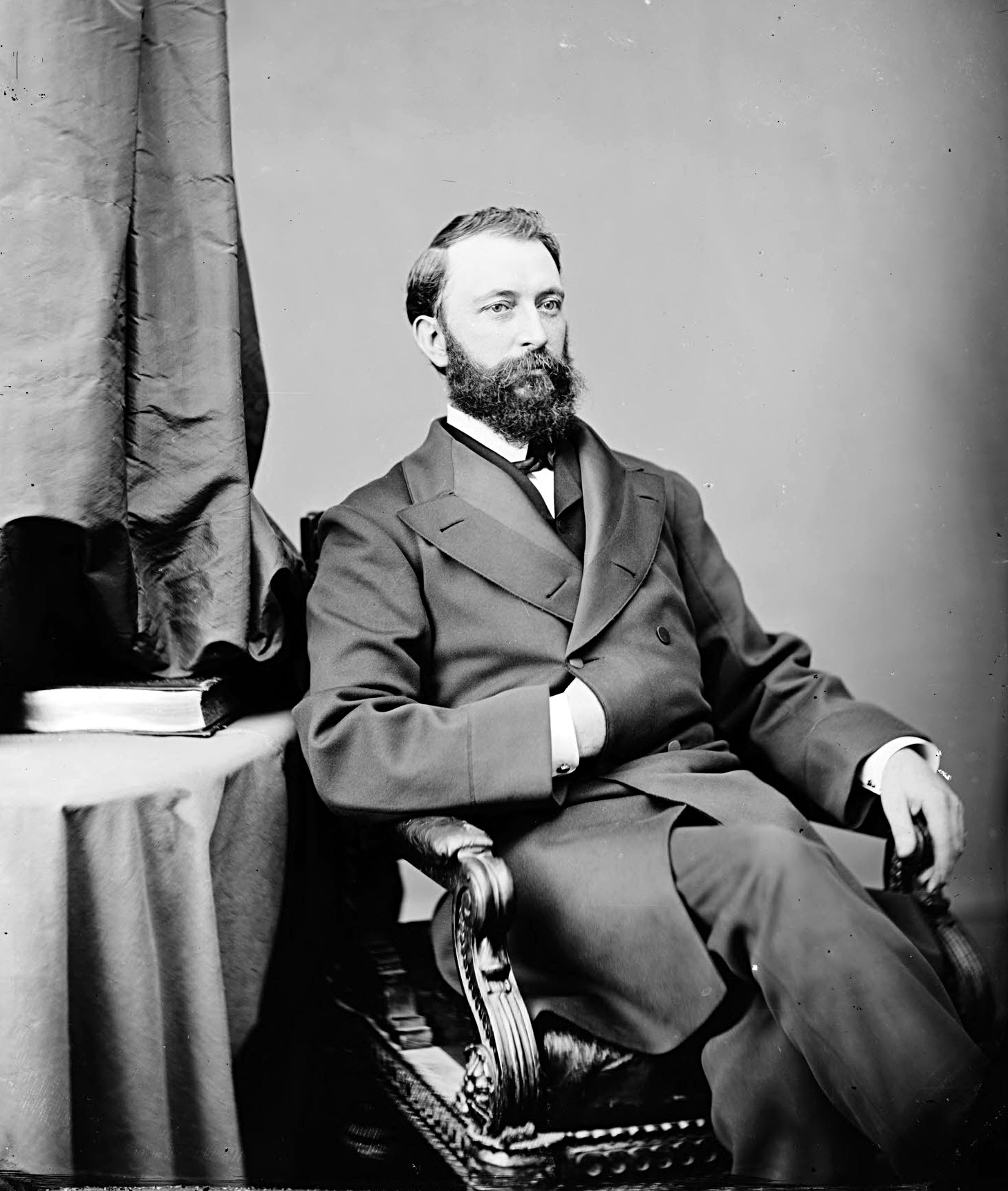
William Farrand Prosser

William Farrand Prosser (* 16. März 1834 in Williamsport, Pennsylvania; † 23. September 1911 in Seattle, Washington) war ein US-amerikanischer Politiker. Zwischen 1869 und 1871 vertrat er den Bundesstaat Tennessee im US-Repräsentantenhaus.

## Werdegang
Nach einer eher durchschnittlichen Grundschulausbildung arbeitete William Prosser zunächst für einige Zeit selbst als Lehrer. Später studierte er Jura. Er hat aber nie als Jurist praktiziert. Im Jahr 1854 zog er nach Kalifornien, wo er im Bergbau tätig wurde. 1861 kehrte er nach Pennsylvania zurück. Während des Bürgerkrieges stieg er im Heer der Union bis zum Oberst auf. Im Jahr 1862 geriet er für kurze Zeit in Kriegsgefangenschaft. Nach dem Krieg ließ er sich auf einer Farm in der Nähe von Nashville in Tennessee nieder.
In seiner neuen Heimat begann er als Mitglied der Republikanischen Partei eine politische Laufbahn. Von 1867 bis 1869 war er Abgeordneter im Repräsentantenhaus von Tennessee. Bei den Kongresswahlen des Jahres 1868 wurde Prosser im fünften Wahlbezirk von Tennessee in das US-Repräsentantenhaus in Washington, D.C. gewählt, wo er am 4. März 1869 die Nachfolge von John Trimble antrat. Da er im Jahr 1870 dem Demokraten Edward Isaac Golladay unterlag, konnte er bis zum 3. März 1871 nur eine Legislaturperiode im Kongress absolvieren.
Zwischen 1872 und 1875 war Prosser Posthalter in Nashville. Außerdem wurde er einer der Direktoren der Eisenbahngesellschaft Tennessee, Edgefield & Kentucky Railroad. 1872 wurde er auch einer der Beauftragten für die Centennial Exhibition des Jahres 1876. In diesem Zusammenhang reiste er im Jahr 1873 nach Europa, um dort für dieses Ereignis zu werben. Einige Jahre lang gab Prosser auch die Zeitung „Nashville Republican“ heraus. Im Jahr 1879 wurde Prosser von Präsident Rutherford B. Hayes zum Sonderbeauftragten des Innenministeriums für den nordwestlichen Bereich der Vereinigten Staaten ernannt. Daraufhin verlegte er seinen Wohnsitz in das damalige Washington-Territorium, wo er den nach ihm benannten Ort Prosser gründete. 1889 war Prosser Delegierter auf der verfassungsgebenden Versammlung des neuen Bundesstaates Washington. In den folgenden Jahren bekleidete er noch einige lokale Ämter in seiner neuen Heimat. Er war unter anderem Bürgermeister der Stadt North Yakima und von 1908 bis 1910 Kämmerer von Seattle. Dort ist er am 23. September 1911 auch verstorben.